# Madeleine Lemaire
Madeleine Lemaire (de soltera Coll, 1845 - 1928) fue una pintora y acuarelista francesa especializada en obras de género académico y en flores. Robert de Montesquiou solía decir de ella que era la «emperatriz de las rosas». Introdujo a Marcel Proust y Reynaldo Hahn en los salones de la aristocracia parisina.
George Painter, biógrafo de Marcel Proust, la ha señalado como la mujer que inspiró a Proust el personaje de Madame Verdurin para su novela En busca del tiempo perdido.

## Reseña biográfica
Madeleine Lemaire, fue alumna de la señora Herbelin y Charles Chaplin. Se especializó en el género académico (al gusto del siglo XVIII) y de asunto mundano y, especialmente, en la pintura de naturalezas muertas y flores. Hizo su debut en el Salón de París en 1864, donde continuó exponiendo durante toda su vida y fue premiada en 1877 y 1900. También expuso en la sociedad de acuarelistas a partir de 1879. Madeleine Lemaire fue también ilustradora de libros como Los placeres y los días de Marcel Proust, el Abad Constantin de Ludovic Halévy o los poemas de Robert de Montesquiou.
Cada martes, de abril a junio, Madeleine Lemaire, solía recibir al «todo París» en los salones de su hotel en el 31 de la rue de Monceau. Su jardín está sembrado de lilas. Allí recibe a los aristócratas del Faubourg Saint-Germain (los Rochefoucauld, Luynes, de Uzès, Haussonville, Chevigné o Greffulhe,) a los jóvenes artistas y a las celebridades de la escena y la política.

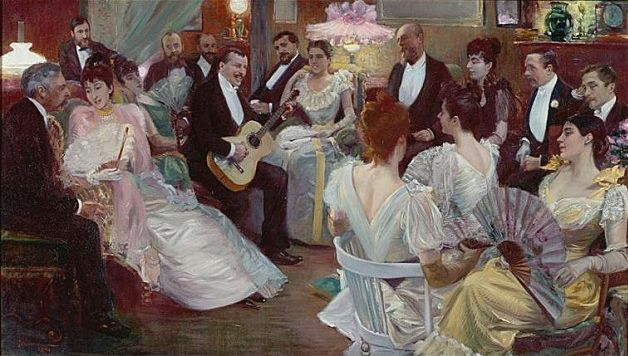
Canción de Gibert en el salón de Mme Madeleine Lemaire (1891, Museo de Roubaix, Pierre Georges Jeanniot)

En su taller convertido en salón será la anfitriona de figuras tan diversas como Marcel Proust, Reynaldo Hahn, Victorien Sardou, Guy de Maupassant, Paul Bourget, Robert de Montesquiou, Réjane, Jean-Louis Forain, Antonio de la Gándara, Mounet Sully, Emma Calvé, Camille Saint-Saens, María Diemer, Jules Massenet, Sarah Bernhardt, Henri Rochefort, Constant Coquelin, Robert de Flers, Gaston Arman de Caillavet, François Coppée, la duquesa de Uzès, el cantante Félix Mayol, el político Raymond Poincaré, la cantante Marie Van Zandt, Paul Deschanel, Émile Loubet, y el actor Lucien Guitry.

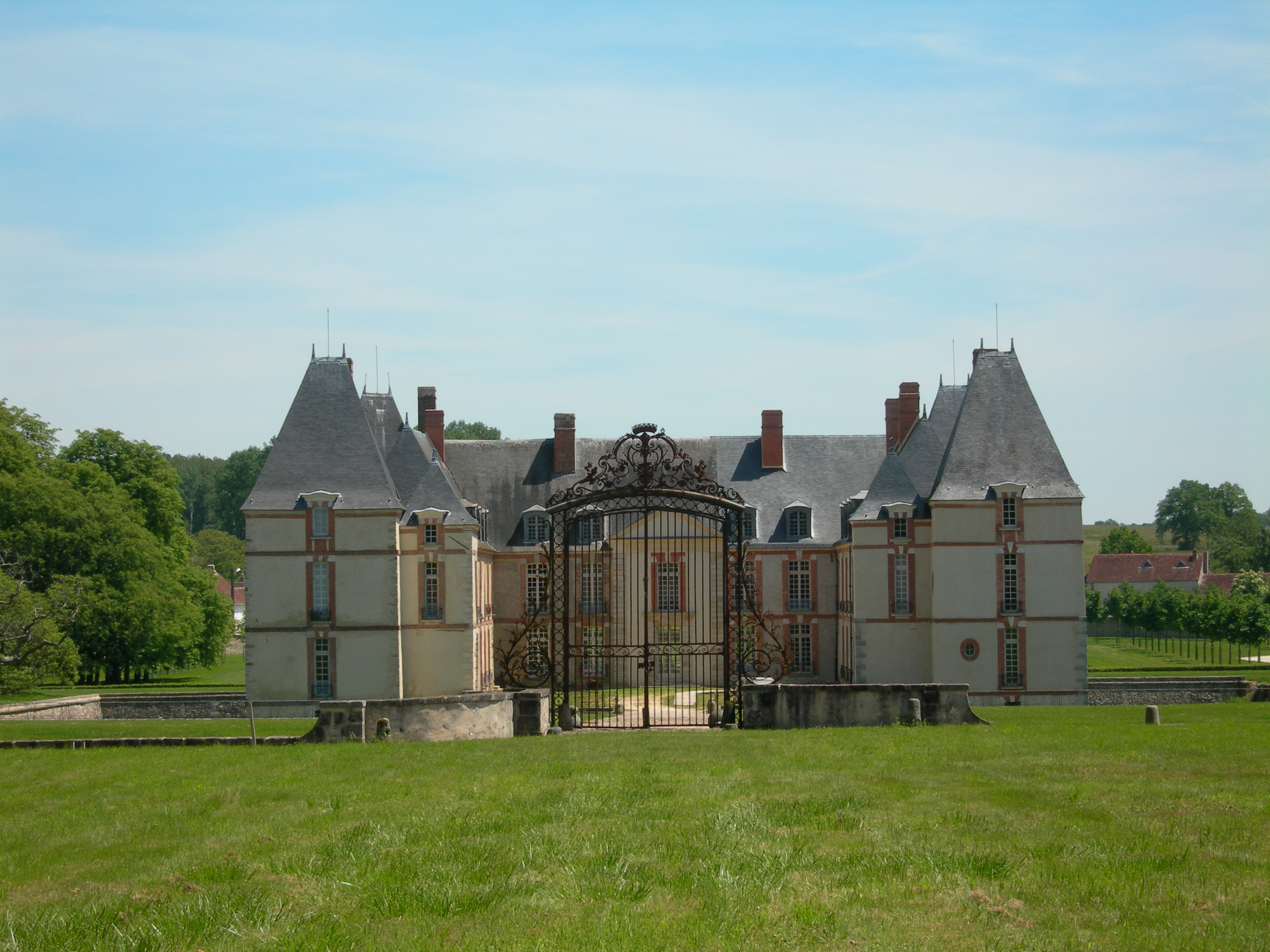
El château de Réveillon

En verano, Madeleine Lemaire recibía a sus invitados en el Château de Réveillon, en el Marne, o en su casa de Dieppe, en el 32 de la calle Aguado, donde solía invitar a Marcel Proust y a Reynaldo Hahn.
Hacia 1900 fue profesora de la acuarelista Blanche Odin.
Pintora de flores frecuentemente olvidada, Alejando Dumas hijo, que había sido su amante, dijo de ella que "después de Dios era quien mayor cantidad de rosas había creado". Robert de Montesquiou la llamó «emperatriz de las rosas».
En 1893 diseñó el póster de difusión del Edificio de la Mujer de la Exposición Mundial Colombina de Chicago de 1893.
Su hija Suzette Lemaire fue modelo de dos cuadros de Édouard Manet, ambos titulados Suzette Lemaire, uno de frente y el otro de perfil.

## Reconocimientos
Recibió la Legión de Honor en 1906. Treinta de sus obras - pasteles, óleos y acuarelas - se presentaron entre abril y junio de 2010 en el Museo Marmottan-Monet de París como parte de una exposición dedicada a las mujeres pintoras en tiempos de Marcel Proust. Los museos de Dieppe, Mulhouse y Toulouse poseen algunas de sus obras y el Museo del Louvre guarda una acuarela (Valet de chambre portant une lettre) y un florero de la antigua colección La Masle.

## Algunas obras
- Le Chariot des fées, óleo sobre lienzo, expuesto en el Palacio de Bellas Artes (1893) y el Museo Marmottan (2010)
- Les Fées, huile sur toile, óleo sobre lienzo, 1908
- Ophélie, óleo sobre lienzo
- Roses, aquarelle acuarela (rosas amarillas y rosa en una cesta en un tejido de color azul)
- Hortensias bleus (flores sobre un fondo color beige)
- Thé à l'hôtel Deville, óleo' en lona
- La Volupté
- Allégorie de l'automne, óleo sobre lienzo
- L'Attente, aquarelle
- Jeté de roses retenues par un ruban bleu, acuarela
- Scène dans un train, acuarela
- Fleurs au bord de la rivière, óleo sobre lienzo
- Étude de lilas, de roses et d'une jonquille
- Un moment musical, óleo sobre lienzo
- Roses et pivoines dans un vase Médicis
- Après-midi de broderie, óleo sobre lienzo
- Dame assise dans un fauteuil Dagobert, óleo sobre lienzo

## Galería de obras de Madeleine Lemaire

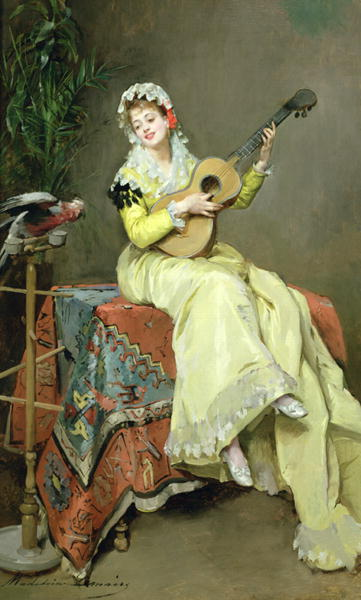
Un moment musical - Madeleine Lemaire (1845-1928)
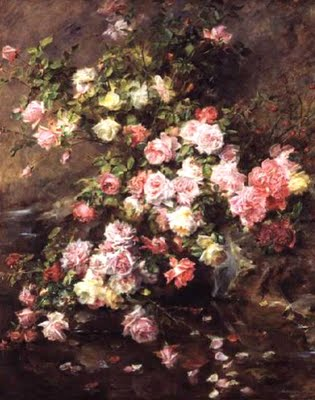
Roses - Madeleine Lemaire (1845-1928).jpg
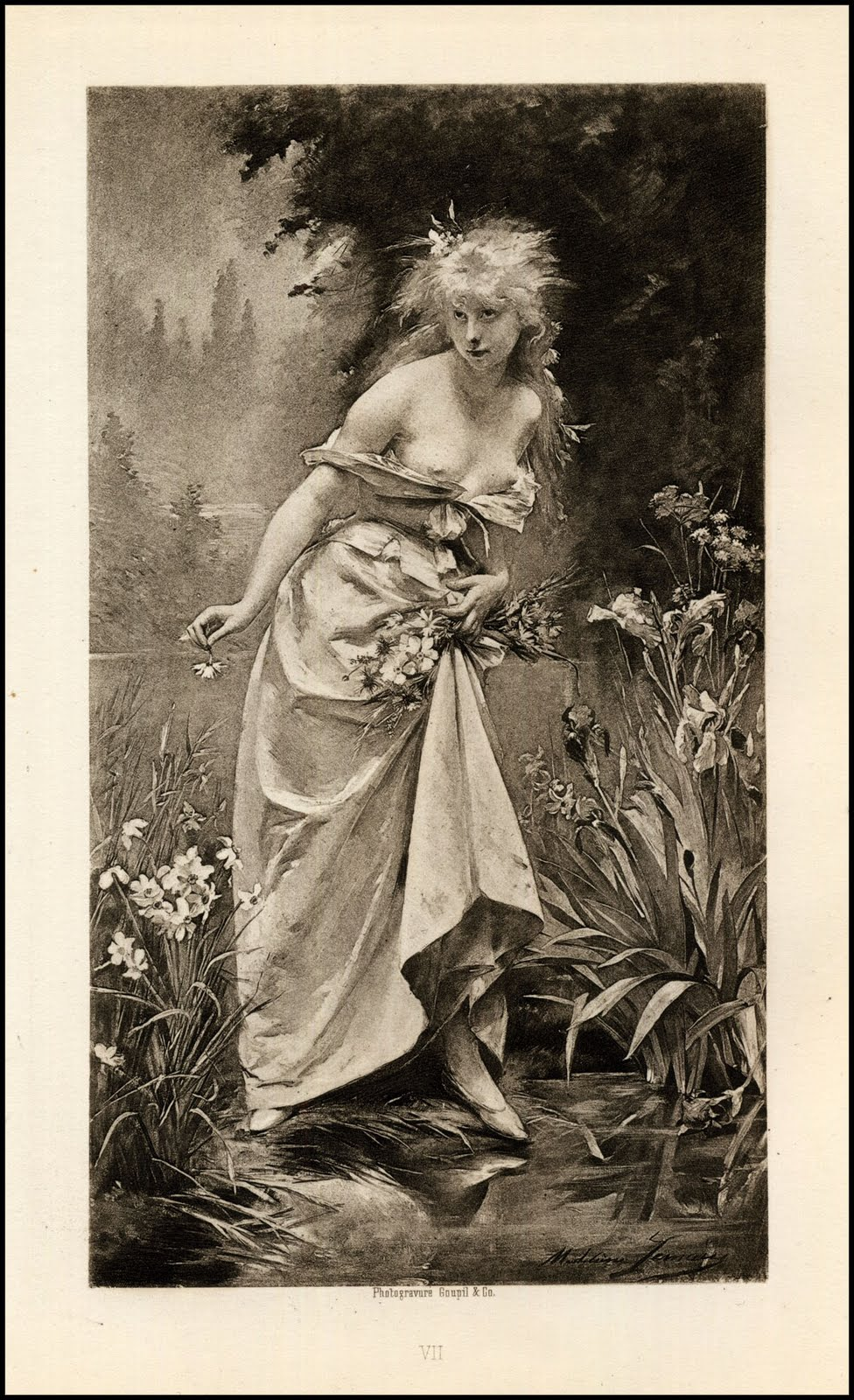
Ophelia (1880), de Madeleine Lemaire (1845-1928)
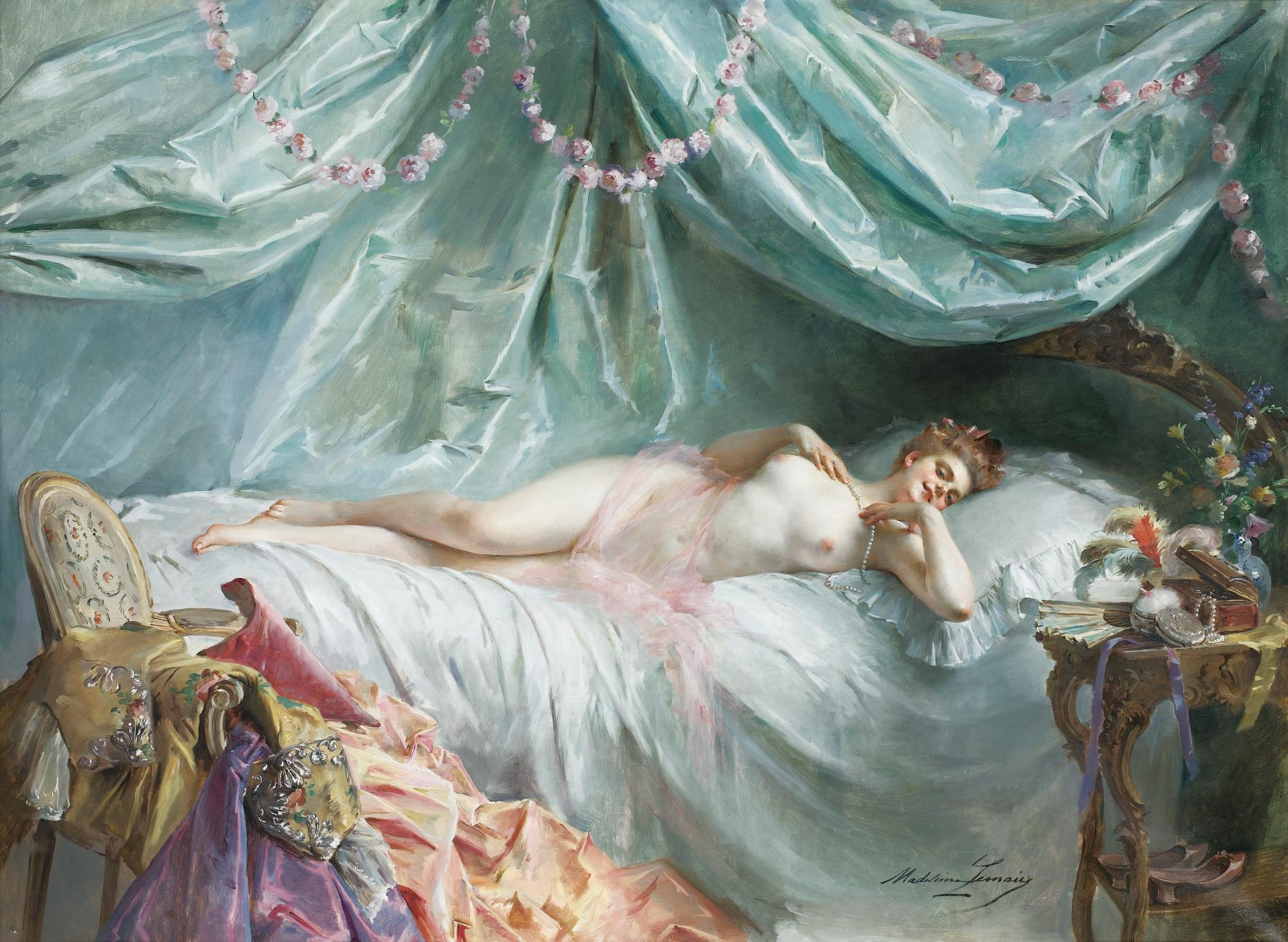
La Volupté - Madeleine Lemaire (1845-1928)

## Videos
- Youtube: Madeleine Jeanne Lemaire (Malerin)

- Datos: Q3275679
- Multimedia: Madeleine Lemaire / Q3275679